# Wiesen-Goldhafer
Der Wiesen-Goldhafer (Trisetum flavescens) ist eine Pflanzenart aus der Gattung Trisetum in der Familie der Süßgräser (Poaceae). Er kommt in weiten Teilen Europas sowie in Kaukasien, Kleinasien, Nordafrika vor.
Weitere für die Pflanzenart belegte deutschsprachige Trivialnamen sind Gold-Grannenhafer oder Goldhafer unter dem Gattungsnamen Grannenhafer, sowie für die Region Bern die Bezeichnung Goldhafergras.

## Beschreibung

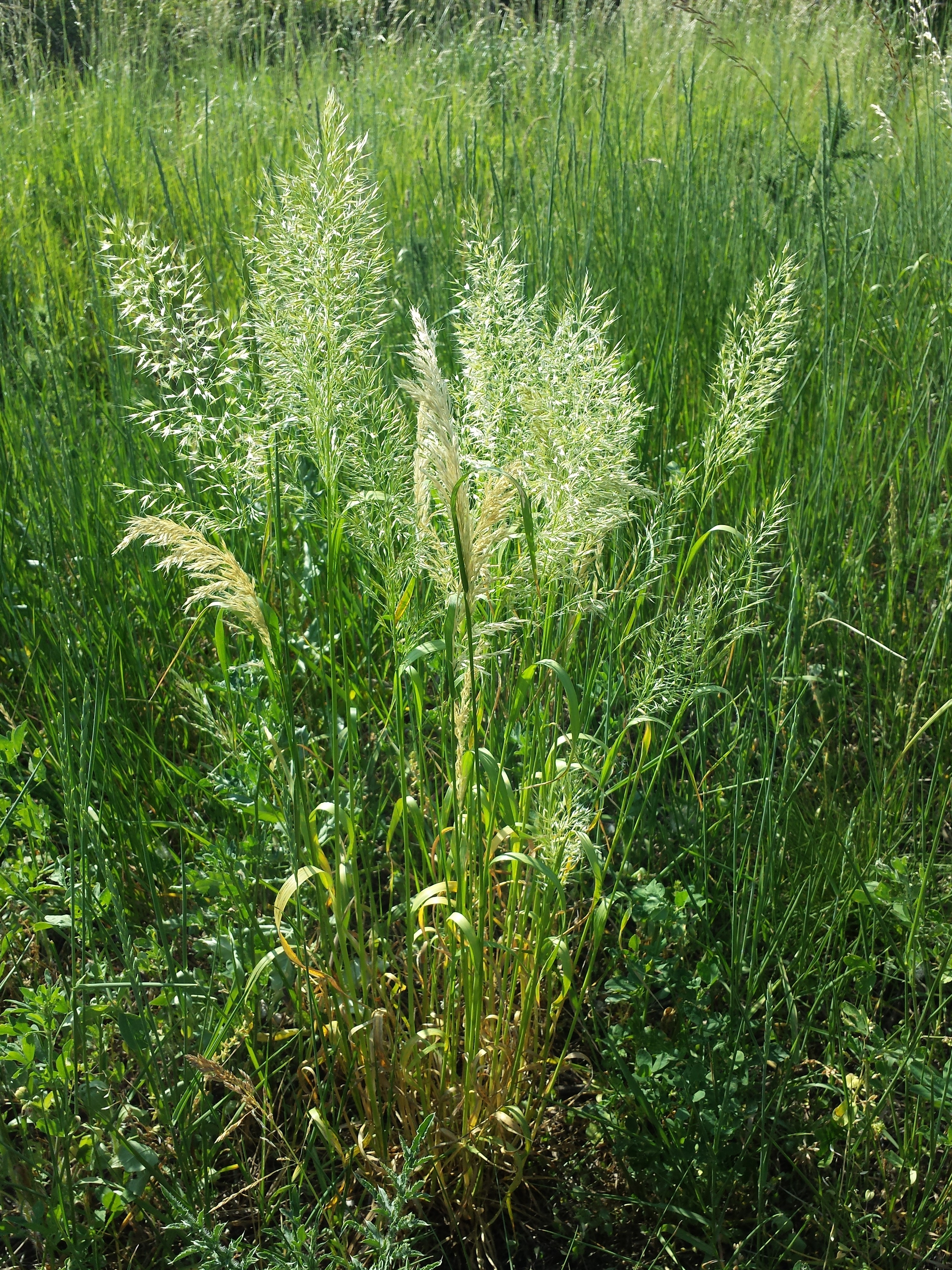
Wiesen-Goldhafer bildet lockere Horste

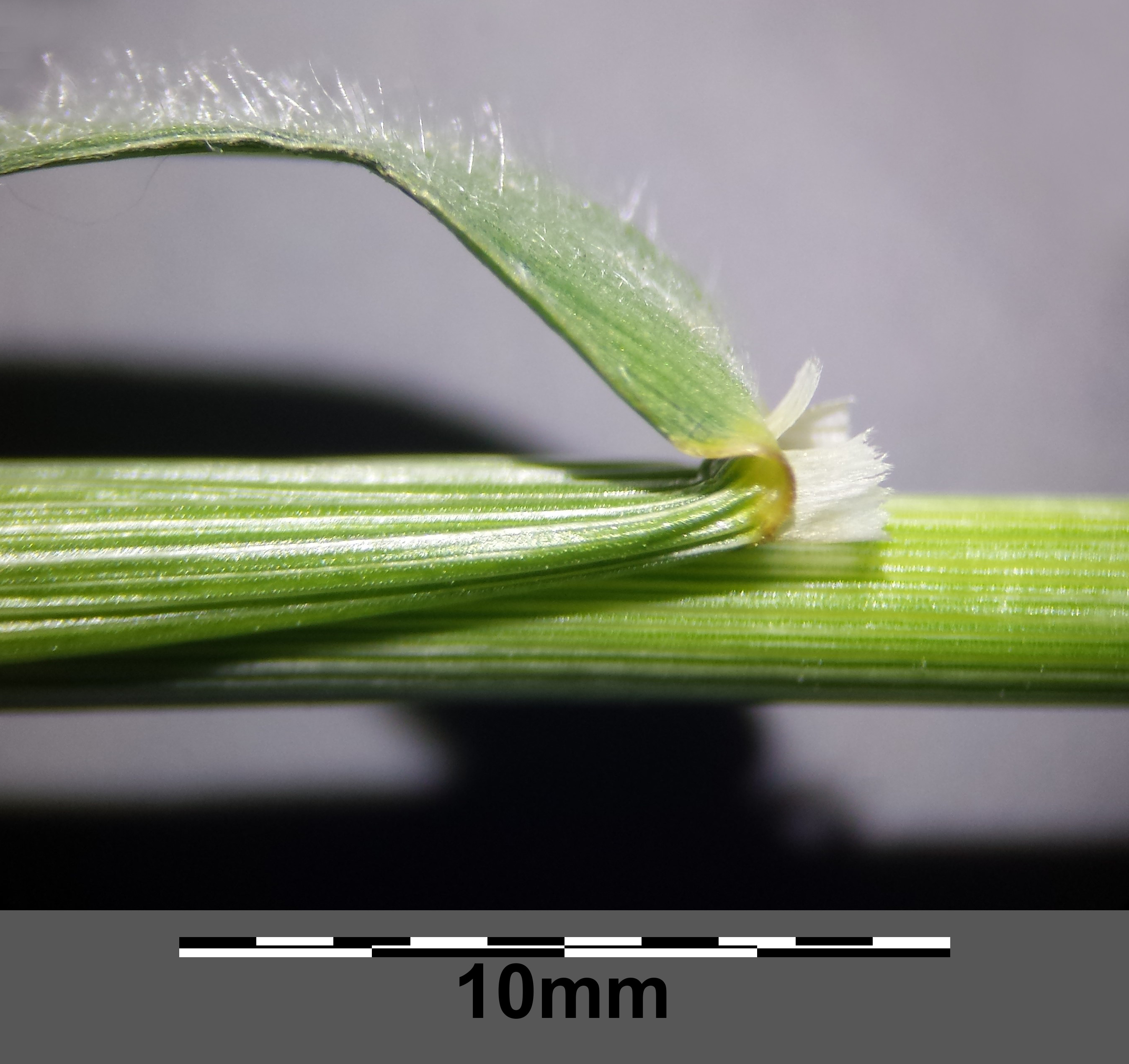
Stängel mit Blattscheide und Blatthäutchen

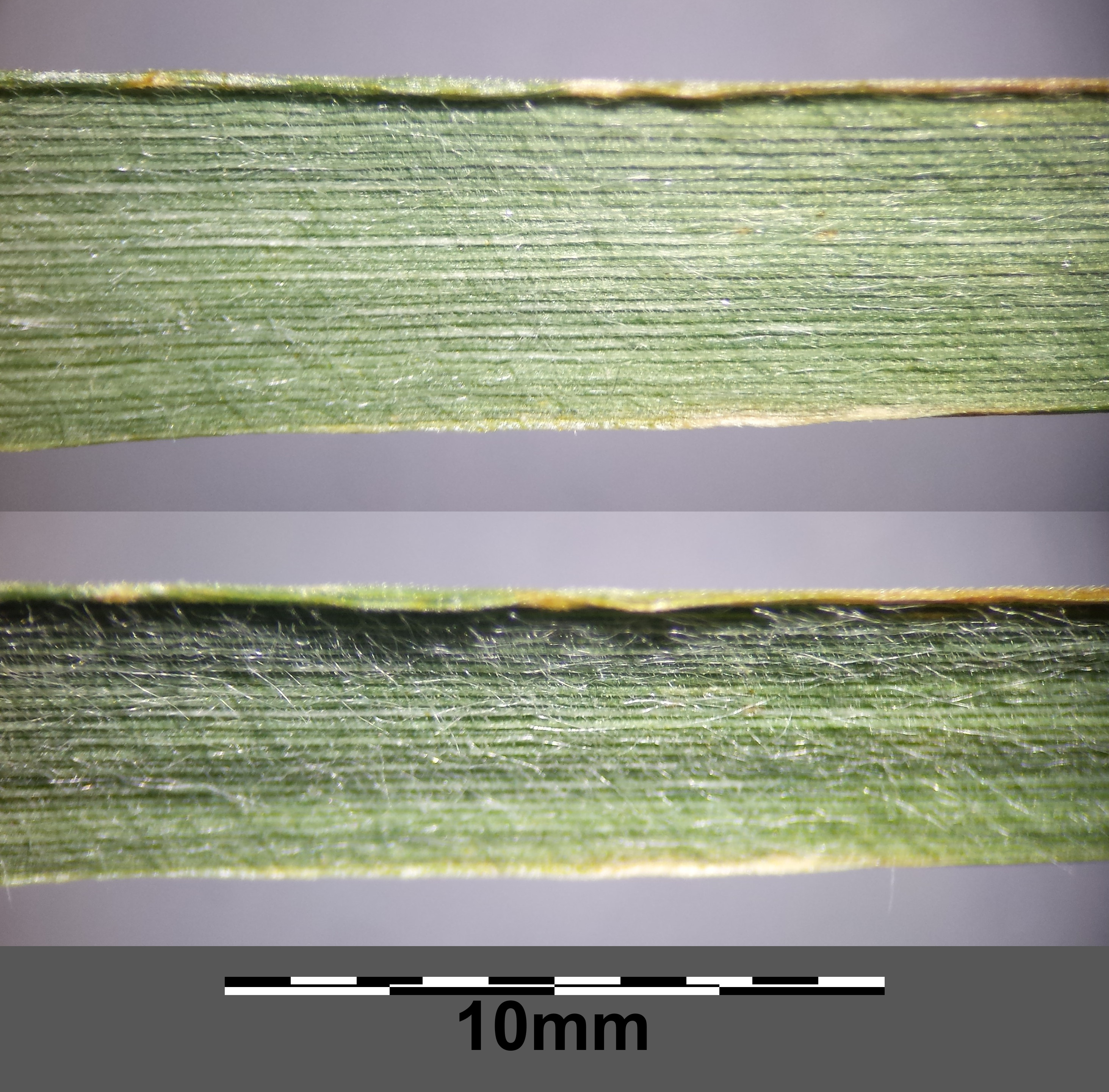
Behaarte Laubblattoberseite

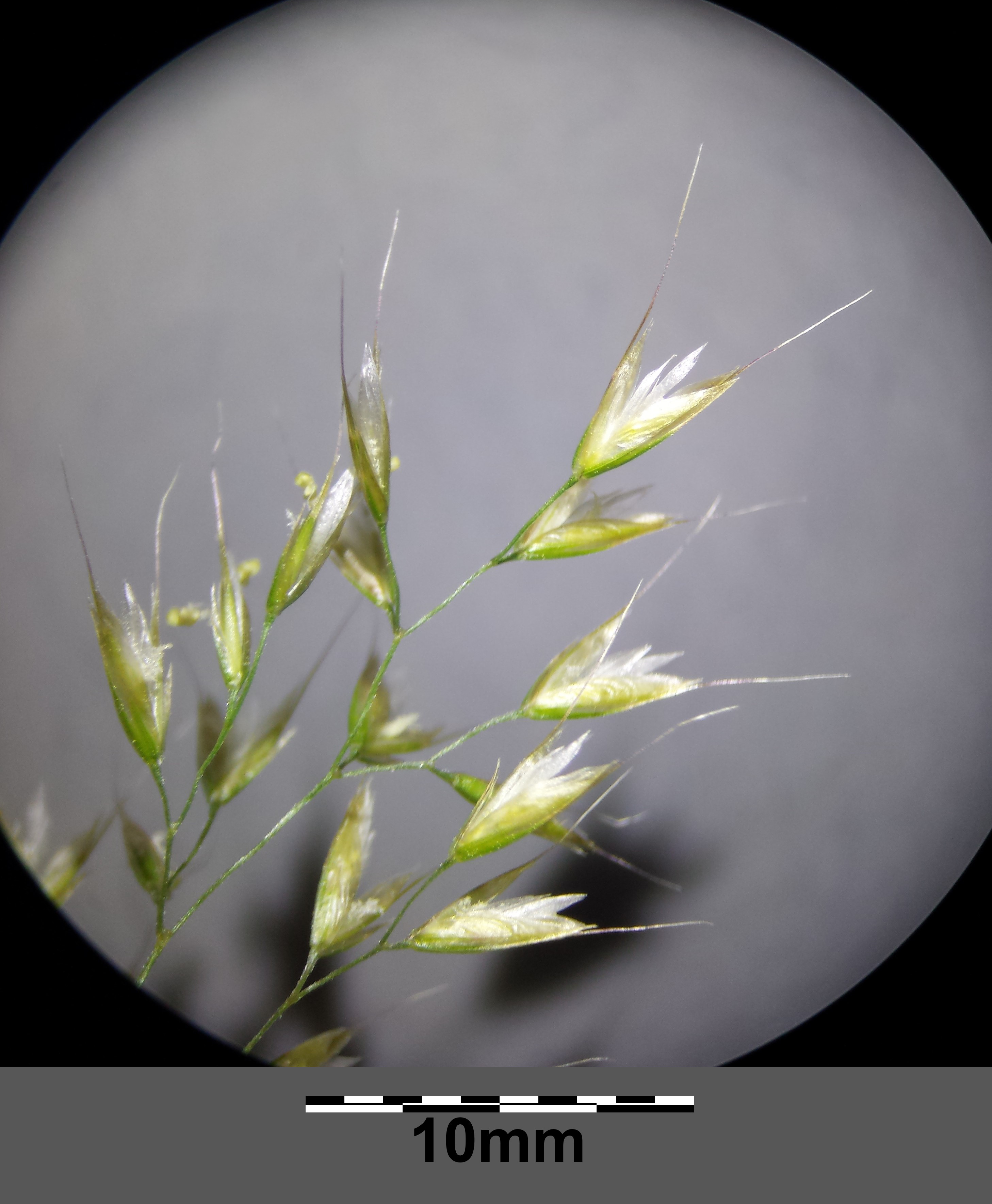
Ausschnitt der Rispe mit Ährchen

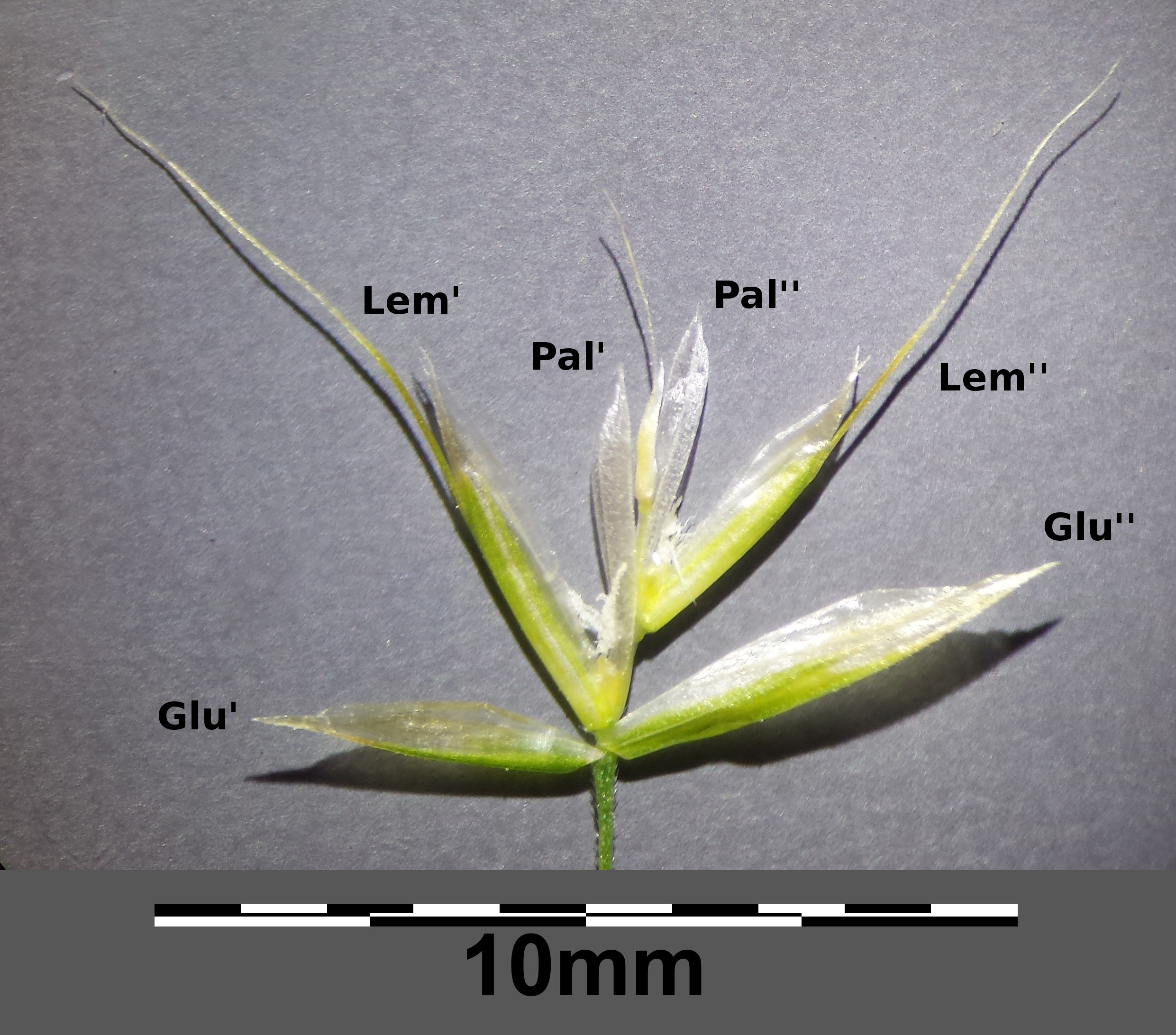
Ährchen mit Hüll- (Glu), Deck- (Lem) und Vorspelzen (Pal)

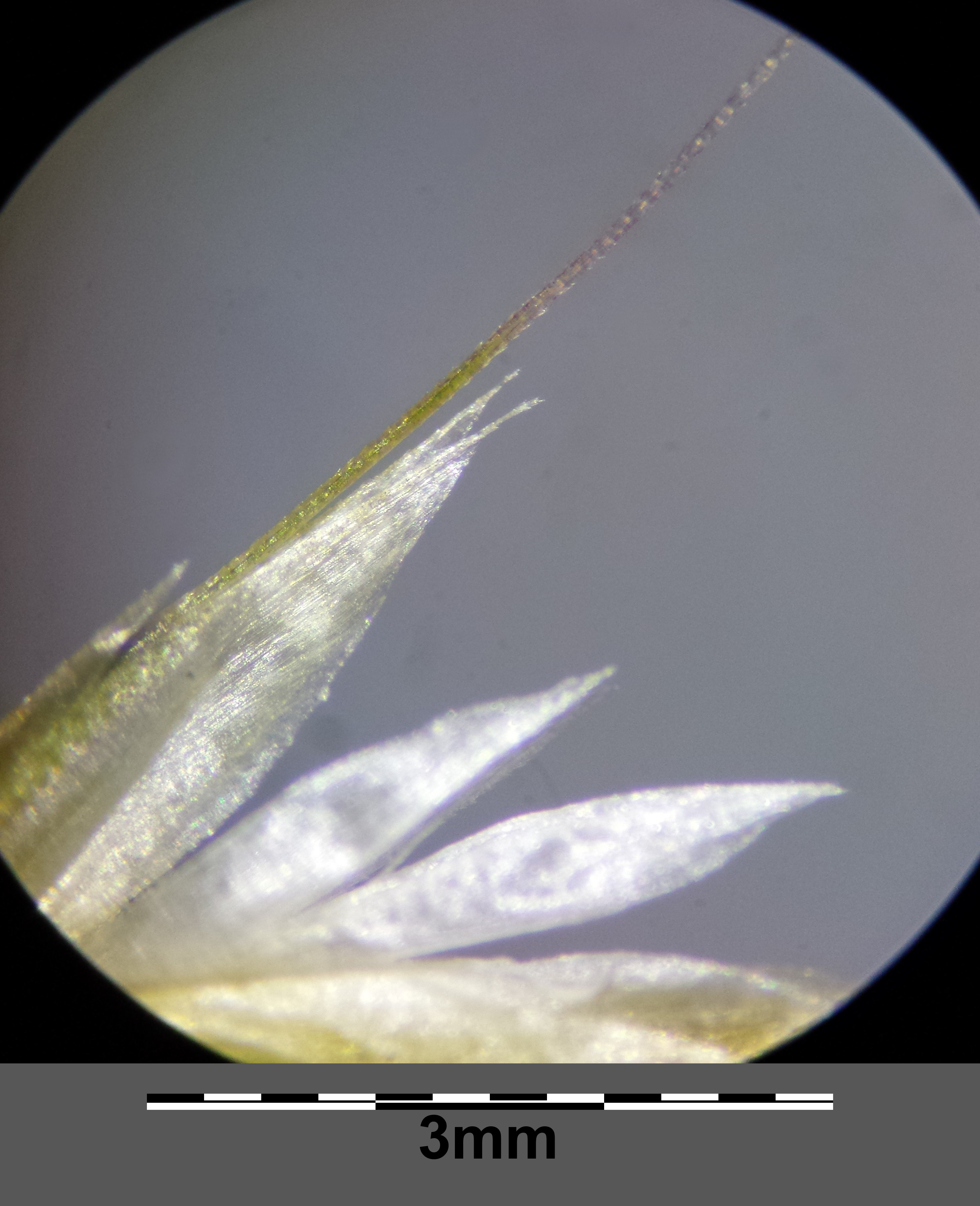
Deckspelze mit langer Granne und oben zwei Grannenspitzen

Beim Wiesen-Goldhafer handelt sich um eine ausdauernde krautige Pflanze, die Wuchshöhen von 20 bis 80 (selten bis 100) Zentimetern erreicht. Sie bildet lockere Horste. Die aufrechten bis aufsteigenden, gelbgrünen Halme besitzen zwei bis fünf Knoten (Nodi).
Die wechselständig an den Halmen angeordneten Laubblätter sind in Blattscheide und Blattspreite gegliedert. Die Blattscheide ist behaart. Das sehr kurze Blatthäutchen besitzt einen fein gezähnten Rand. Die einfache Blattspreite ist 3,5 bis 12 Zentimeter lang sowie 2 bis 5 Millimeter breit.
Der vielblütige, bis 20 Zentimeter lange, rispige Blütenstand zeigt eine charakteristische goldgelb leuchtende Färbung. Während der Blütezeit von Mai bis Juni sind die Rispenäste ausgebreitet, später werden sie zusammengezogen. Die meist dreiblütigen, 5 bis 7 Millimeter langen Ährchen sind zusammengedrückt und die Hüllspelzen gekielt. Die häutige Deckspelze ist an der Spitze zweigeteilt und trägt eine gekniete Granne. Die drei Staubblätter sind 1,3 bis 2,5 (selten bis 2,8) mm lang.
Die Chromosomenzahl beträgt 2n = 12, 24 oder 28.

## Ökologie
Der Wiesen-Goldhafer ist ein Hemikryptophyt, der lockere Horste bildet und zahlreiche Erneuerungsknospen an kurzen, oberirdischen Kriechsprossen besitzt. Die vegetative Vermehrung erfolgt durch kurze ober- oder unterirdische Ausläufer.
Die Ährchen werden bis zur Reife goldgelb.
Der Wiesen-Goldhafer ist Kulturfolger. Die von ihren Spelzen umgebenen Karyopsen werden durch den Wind oder durch Tiere ausgebreitet. Fruchtreife ist  von Juli bis Oktober. Die Karyopsen sind Lichtkeimer.

## Vorkommen und Grünlandnutzung
Der Wiesen-Goldhafer kommt in weiten Teilen Europas bis Sibirien und dem Himalaja vor. Außerdem ist er in Nordwestafrika und auf den Azoren heimisch. Vereinzelt ist er in Nordamerika und Neuseeland ein Neophyt. In Europa kommt er in fast allen Ländern vor und fehlt nur in Island und in Bosnien-Herzegowina.
Man findet ihn auf sickerfrischen bis mäßig trockenen, nährstoff- und basenreichen, mäßig sauren bis milden, humosen, mittelgründigen bis tiefgründigen, lockeren Ton- oder Lehmböden in humider Klimalage. Er gedeiht besonders im Berg- und Hügelland. In den Alpen steigt er am Aroser Weißhorn bis 2650 Meter auf. Seinen Verbreitungsschwerpunkt hat er in Fettwiesen (Arrhenatheretalia Pawl. 1928). In einer Höhenlage von 400 bis 900 Metern in kühl-feuchten Gebieten wird er zur Charakterart der Pflanzengesellschaft der Gebirgs-Fettwiesen (Polygono-Trisetion) bzw. Goldhaferwiesen (Trisetetum flavescentis). Diese sind in den Alpen und den deutschen Mittelgebirgen verbreitet.
Die ökologischen Zeigerwerte nach Landolt et al. 2010 sind in der Schweiz: Feuchtezahl F = 3 (mäßig feucht), Lichtzahl L = 4 (hell), Reaktionszahl R = 3 (schwach sauer bis neutral), Temperaturzahl T = 3 (montan), Nährstoffzahl N = 4 (nährstoffreich), Kontinentalitätszahl K = 3 (subozeanisch bis subkontinental).
Der Goldhafer gilt als wertvolles Futtergras (Futterwertzahl 7), der durch Kultur in Gebiete gelangte, in denen er ursprünglich nicht vorkam. Sein reicher Calcitriol-Gehalt kann bei zu ausgiebiger Verfütterung Kalzinose hervorrufen. Diese Wirkung bleibt auch im Dürrfutter aktiv.

## Taxonomie und Systematik
Mit 2n = 36 besitzt Trisetum flavescens eine ungewöhnliche Chromosomenzahl innerhalb der Tribus Aveneae, bei der die Chromosomengrundzahl x = 7 ist. Die Tribus Aveneae gehört zur Unterfamilie der Pooideae innerhalb der Familie der Süßgräser (Poaceae).
Die Erstveröffentlichung erfolgte 1753 durch Carl von Linné unter dem Namen (Basionym) Avena flavescens in Species Plantarum, 1, S. 80. Die Neukombination zu Trisetum flavescens (L.) P.Beauv. wurde 1812 durch Ambroise Marie François Joseph Palisot de Beauvois in Essai d’une Nouvelle Agrostographie S. 88 und 153 veröffentlicht. Weitere Synonyme für Trisetum flavescens (L.) P.Beauv. sind: Avena sikkimensis Hook. f., Rebentischia flavescens Opiz, Trisetaria flavescens (L.) Baumg., Trisetaria flavescens (L.) Maire, Trisetum flavescens subsp. pratense (Pers.) Asch. & Graebn., Trisetum pratense Pers..
Man kann folgende Unterarten unterscheiden:
- Trisetum flavescens subsp. africanum (H. Lindb.) Dobignard: Sie kommt in Marokko, Algerien und Tunesien vor.[8]
- Trisetum flavescens subsp. baregense (Laffitte & Miégev.) O.Bolòs, Masalles & Vigo: Sie kommt in Spanien und in Frankreich vor.[8]
- Trisetum flavescens subsp. corsicum (Rouy) Cif. & Giacom.: Sie kommt in Frankreich, in Korsika und in Sardinien vor.[8]
- Gewöhnlicher Wiesen-Goldhafer (Trisetum flavescens subsp. flavescens): Die Chromosomenzahl ist 2n = 28.[9] In den Allgäuer Alpen steigt er in Vorarlberg am Hochtannberg-Pass bis zu 1670 Metern Meereshöhe auf.[17]
- Trisetum flavescens subsp. griseovirens (H. Lindb.) Dobignard: Sie kommt im Atlasgebirge in Marokko vor.[7]
- Trisetum flavescens subsp. macratherum (Maire & Trab.) Dobignard: Sie kommt in Algerien vor.[8]
- Trisetum flavescens subsp. parvispiculatum Tzvelev: Sie kommt im Kaukasusraum vor.[8]
- Purpurner Wiesen-Goldhafer oder Violetter Gold-Grannenhafer (Trisetum flavescens subsp. purpurascens (DC.) Arcang.). Er unterscheidet sich von der Nominatform durch im Durchschnitt breitere Blätter (5 bis 10 Millimeter) und eine rötlich überlaufene Rispe. Die Vorkommen ist auf steinige Grashänge des Hochgebirges beschränkt.[18] Er kommt gern in Gesellschaften der Ordnung Seslerietalia vor.[5] In den Allgäuer Alpen steigt er in Bayern an den Rappenköpfen südlich Einödsbach bis zu 2260 Metern Meereshöhe auf.[17] Die Chromosomenzahl ist 2n = 12.[9]
- Trisetum flavescens subsp. serbicum (Velen.) Hayek: Sie kommt in Serbien vor.[8]
- Trisetum flavescens subsp. splendens (C. Presl) Arcang.: Sie kommt in Spanien, Italien, Sardinien, Sizilien und auf der Balkanhalbinsel vor.[8]
- Trisetum flavescens subsp. tenue (Formánek) Strid: Sie kommt in Albanien, Griechenland und in Nordmazedonien vor.[8]

Nicht mehr zu Trisetum flavescens gehört:
Trisetum flavescens subsp. alpestre (Host) Asch. & Graebn., der Alpen-Goldhafer → heute Trisetum alpestre (Host) P.Beauv.